# Огненович, Перица
Пе́рица О́гненович (серб. Перица Огњеновић / Perica Ognjenović; род. 24 февраля 1977, Смедеревска-Паланка, Югославия) — югославский и сербский футболист, нападающий, наиболее известный по выступлениям за клубы «Црвена Звезда» и «Реал Мадрид», экс-игрок сборной Союзной Республики Югославия.

## Клубная карьера
Родился в городке Смедеревска Паланка в центральной части Сербии. Начинал карьеру в местной команде «Младост Гоша» в третьем югославском дивизионе. Вскоре на талантливого молодого форварда обратили внимание селекционеры белградской «Црвены Звезды», одной из сильнейших команд страны, и летом 1994 года Перица подписал контракт с этой командой. Быстрый и умело обращающийся с мячом игрок вскоре стал одним из её лидеров, внеся немалый вклад в её успехи тех лет, к числу которых относятся победа, а затем три подряд вторых места в чемпионате страны и три Кубка Югославии.
12 января 1999 года Огненович перешёл в мадридский «Реал». Выиграл в составе «Реала» чемпионат Испании и Лигу чемпионов. В июне 2001 года Перица покинул «королевский клуб». В январе 2002 года Огненович был приглашён в немецкий «Кайзерслаутерн», однако провёл там лишь полгода, сыграв два матча. После этого он был в составе «Далянь Шидэ» (Китай) и киевского «Динамо»; в составе «Динамо» стал чемпионом Украины. Затем играл за «Анже», Франция, и в чемпионате Малайзии «Селангор». Затем он выступал за греческий «Эрготелис», клуб-середняк высшей лиги страны, в течение примерно полутора лет.
29 июля 2009 года подписал контракт с командой «Ягодина».

## Выступления за сборную
В 1995—1998 годах Огненович выступал за сборную Югославии. Принял в её составе участие в Чемпионате мира 1998 года, сыграл во всех трёх матчах группового турнира, выходя на замену; в матче 1/8 финала, в котором югославы уступили голландцам 1:2, он на поле не выходил. Всего провёл за сборную 8 матчей, голов в них не забивал.

## Достижения
Црвена Звезда
- Чемпион Союзной Республики Югославия: 1994/95
- Трёхкратный второй призёр Чемпионата СР Югославии: 1995/96, 1996/97, 1997/98
- Трёхкратный обладатель Кубка СР Югославии: 1994/95, 1995/96, 1996/97

Реал Мадрид
- Чемпион Испании: 2000/01
- Второй призёр чемпионата Испании: 1998/99
- Победитель Лиги чемпионов: 1999/00

Динамо Киев
- Чемпион Украины: 2003/04